# Mnet
Mnet (acronimo di Music Network) è un canale televisivo musicale sudcoreano, proprietà di CJ ENM, divisione del gruppo CJ.